# Кале Рованпере
Кале Рованпере (фин. Kalle Rovanperä; Јивескиле, 1. октобар 2000) јесте фински рели-возач. Рованпере је син бившег возача Светског рели-шампионата Харија Рованпере. Привукао је међународну пажњу тако што је почео да се бави релијем изузетно рано и сматра се једним од највећих талената овог спорта.

## Светски шампионат у релију
Рованпере је 18. јула 2021. године победио на Релију Естоније и постао најмлађи возач у повести релија који је победио на једној рунди. Имао је двадесет година и 290 дана.
Крајем фебруара 2022. освојио је Рели Шведске са 29 од максималних 30 поена избивши тако на прво место генералнога пласмана. У завршном интервјуу је изјавио да није желео да слави победу јер се саосећа са народом Украјине која је тих дана била мети агресије Руске Федерације. Рованпереова победа на Релију Шведске уследила је тачно 21 после прве и једине победе његовога оца на релију у истој земљи.

## Победе у релију

### ВРЦ победе
| # | Догађај       | Годишње доба | Сувозач       | Ауто               |
| - | ------------- | ------------ | ------------- | ------------------ |
| 1 | Рели Естоније | 2021         | Јоне Халтунен | „тојота јарис ВРЦ” |
| 2 | Рели Акропоља | 2021         | Јоне Халтунен | „тојота јарис ВРЦ” |
| 3 | Рели Шведске  | 2022         | Јоне Халтунен | „тојота јарис ВРЦ” |

## Резултати у каријери

### ВРЦ резултати
| Year |                         | Car                   | 1      | 2      | 3       | 4       | 5       | 6       | 7     | 8      | 9      | 10     | 11     | 12     | 13     | 14    | Поз. | Поени |
| ---- | ----------------------- | --------------------- | ------ | ------ | ------- | ------- | ------- | ------- | ----- | ------ | ------ | ------ | ------ | ------ | ------ | ----- | ---- | ----- |
| 2017 | Кале Рованпере          | „форд фијеста Р5”     | МОН    | ШВЕ    | МЕК     | ФРА     | АРГ     | ПОР     | ИТА   | ПОЛ    | ФИН    | ГЕР    | ШПА    | УК 35  | АУС 10 |       | 25.  | 1     |
| 2018 | Кале Рованпере          | „шкода фабија Р5”     | МОН 11 | ШВЕ    |         |         |         |         |       |        |        |        |        |        |        |       | 22.  | 3     |
| 2018 | Шкода моторспорт        | „шкода фабија Р5”     |        |        | МЕК 15  | ФРА     | АРГ Ret | ПОР     | ИТА   | ФИН 14 |        |        |        |        |        |       | 22.  | 3     |
| 2018 | Шкода моторспорт II     | „шкода фабија Р5”     |        |        |         |         |         |         |       |        | НЕМ 10 | TUR    | УК 9   | ШПА 12 | АУС    |       | 22.  | 3     |
| 2019 | Шкода моторспорт        | „шкода фабија Р5”     | МОН 18 | ШВЕ 18 | МЕК     | ФРА Ret | АРГ     | ЧИЛ 8   |       |        |        |        |        |        |        |       | 12.  | 18    |
| 2019 | Шкода моторспорт        | „шкода фабија Р5 ево” |        |        |         |         |         |         | ПОР 6 | ИТА 9  | ФИН 9  | НЕМ 16 | ТУР 18 | УК 9   | ШПА 12 | АУС C | 12.  | 18    |
| 2020 | Тојота гацу рејсинг ВРТ | „тојота јарис ВРЦ”    | МОН 5  | ШВЕ 3  | МЕК 5   | ЕСТ 5   | ТУР 4   | ИТА Ret | МНЦ 5 |        |        |        |        |        |        |       | 5.   | 80    |
| 2021 | Тојота гацу рејсинг ВРТ | „тојота јарис ВРЦ”    | МОН 4  | АКР 2  | ХРВ Ret | ПОР 22  | ИТА 25  | КЕН 6   | ЕСТ 1 | БЕЛ 3  | ГРЧ 1  | ФИН 34 | ШПА 5  | МНЦ 9  |        |       | 4.   | 142   |
| 2022 | Тојота гацу рејсинг ВРТ | „тојота јарис ВРЦ”    | MON 4  | ШВЕ 1  | ХРВ 1   | ПОР 1   | ИТА 5   | КЕН     | ЕСТ   | ФИН    | БЕЛ    | ГРЧ    | НЗЛ    | ШПА    | ЈПН    |       | 1.*  | 120*  |

* Сезона је у току.